# Theo Hernández
Theo Bernard François Hernández, zkráceně Theo Hernández (6. říjen 1997, Marseille, Francie) je francouzský fotbalový obránce hrající od roku 2019 za italský Milán.

## Přestupy
- z Atlético Madrid do Real Madrid za 24 000 000 Euro
- z Real Madrid do Milán za 22 800 000 Euro

## Kariéra

### Klubová

#### Madrid a hostování
Vyrůstal v mládežnickém týmu Atlético Madrid, kam nastoupil ve věku 9 let v roce 2007. Do roku 2016 hrál za seniorský b-tým. Poté byl poslán na roční hostování do Alavésu. Debutoval 28. srpna 2016 proti Gijónu a první branku vstřelil 7. května 2017 proti Bilbau. Skóroval také ve finále Španělského poháru, kde prohrál 1:3 proti Barceloně. V létě 2017 jej koupil Real Madrid za který nastoupil do celkem 23 utkání a vyhrál s klubem LM, Superpohár UEFA i Španělský superpohár. Na následující sezonu byl zapůjčen do Realu Sociedad, kde odehrál celkem 28 utkání a pomohl klubu se dostat na 9 místo.

#### Milán
Dne 6. července 2019 byl prodán do Milána za 23 milionů Euro a podepsal pětiletou smlouvu. Jeho debut u Rossoneri byl 21. září proti Interu (0:2) a první gól v dresu vstřelil 5. října v Janově při výhře 2:1. V první části sezóny předváděl vynikající výkony, etabloval se jako jeden z nejlepších krajních obránců v lize. Sezónu uzavřel celkem 7 góly a ukázal se jako jeden z nejlepších hráčů v klubu. Pomohl tak klubu se umístit na 6. místě.
V sezóně 2020/21 vstřelil v lize již 7 branek a to díky své rychlosti, když si vzal míč na vlastní polovině a během pár vteřin byl již před soupeřovým brankařem a vstřelil branku. Týmu tak pomohl k 2. místu v lize, jen dva body od mistra, ale se vstupenkou do LM. Během následujícího roku se potvrdil jako jeden z klíčových hráčů týmu, a to jak z hlediska výkonu na hřišti, tak i v šatně. Dne 6. ledna 2022 si poprvé navlékl kapitánskou pásku AC Milán. Dne únoru 2022 prodloužil smlouvu do roku 2026. Byl  hlavním hrdinou ve druhé polovině ligy jak v defenzivě, tak v ofenzivě a výraznou měrou se zasloužil že po 11 letech se Rossoneri radovalo z titulu.
Na sezónu 2022/23 byl opět zvolen druhým kapitánem po Calabriovi. Pomáhá klubu při každém rozestavení a hraje výborný fotbal. V LM nechyběl v žádném utkání a pomohl tak k postupu do semifinále, kde jej vyřadil městský rival Inter. Obhajoba titulu byla neúspěšná ale díky 4. místu má tým zajištěn vstupenku do LM. 

### Reprezentační
Hrál za mládežnickou reprezentaci kromě U21, protože v roce 2017 odmítl pozvání s tím, že se chce soustředit na svůj brzký přestup do Realu, aby pak zveřejnil své fotografie z dovolené. Po této kontroverzi již nebyl povolán a uvedl, že zvažuje k přechodu do Španělské reprezentace povolání španělského seniorského národního týmu. 
První zápas za seniorskou Francii odehrál ve věku 23 let 7. září 2021 proti Finsku (2:0). První branku vstřelil při svém druhém utkání ve finálovém turnaji LN UEFA 2020/21 proti Belgii (3:2). Účastnil se MS 2022, kde odehrál šest zápasů a získal stříbrnou medaili.

## Statistika

### Klubová
| Sezóna          | Klub            | Liga             | Liga   | Liga | Ligové poháry | Ligové poháry | Ligové poháry | Kontinentální poháry | Kontinentální poháry | Kontinentální poháry | Celkem | Celkem |
| Sezóna          | Klub            | Soutěž           | Zápasy | Góly | Soutěž        | Zápasy        | Góly          | Soutěž               | Zápasy               | Góly                 | Zápasy | Góly   |
| --------------- | --------------- | ---------------- | ------ | ---- | ------------- | ------------- | ------------- | -------------------- | -------------------- | -------------------- | ------ | ------ |
| 2016/17         | Alavés          | Primera División | 31     | 1    | ŠP            | 5             | 1             | -                    | 0                    | 0                    | 36     | 2      |
| 2017/18         | Real Madrid     | Primera División | 13     | 0    | ŠP+ŠS         | 6+1           | 0+0           | LM+ES+MSk            | 3+0+0                | 0+0+0                | 23     | 0      |
| 2018/19         | Real Sociedad   | Primera División | 24     | 1    | ŠP            | 4             | 0             | -                    | 0                    | 0                    | 28     | 1      |
| 2019/20         | Milán           | Serie A          | 33     | 6    | IP            | 3             | 1             | -                    | 0                    | 0                    | 36     | 7      |
| 2020/21         | Milán           | Serie A          | 33     | 7    | IP            | 2             | 0             | EL                   | 10                   | 1                    | 45     | 8      |
| 2021/22         | Milán           | Serie A          | 32     | 5    | IP            | 4             | 0             | LM                   | 5                    | 0                    | 41     | 5      |
| 2022/23         | Milán           | Serie A          | 32     | 4    | IP+IS         | 1+1           | 0+0           | LM                   | 11                   | 0                    | 45     | 4      |
| 2023/24         | Milán           | Serie A          | 32     | 5    | IP            | 2             | 0             | LM+EL                | 6+6                  | 0                    | 46     | 5      |
| 2024/25         | Milán           | Serie A          | 30     | 4    | IP+IS         | 3+2           | 0+1           | LM                   | 10                   | 0                    | 45     | 5      |
| Celkem za Milán | Celkem za Milán | Celkem za Milán  | 192    | 31   | -             | 18            | 2             | -                    | 48                   | 1                    | 258    | 34     |
| Celkově         | Celkově         | Celkově          | 261    | 33   | -             | 35            | 3             | -                    | 51                   | 1                    | 347    | 37     |

### Reprezentační

#### Statistika na velkých turnajích
| Reprezentace | Rok     | Zápasy               | Zápasy  | Zápasy      | Zápasy           | Zápasy           | Zápasy            |
| Reprezentace | Rok     | Fáze turnaje         | Datum   | Soupeř      | Odehraných minut | Vstřelené branky | Výsledek          |
| ------------ | ------- | -------------------- | ------- | ----------- | ---------------- | ---------------- | ----------------- |
| Francie      | MS 2022 | 1 zápas ve skupině D | 22. 11. | Austrálie   | 77               | 0                | 4:1               |
| Francie      | MS 2022 | 2 zápas ve skupině D | 26. 11. | Dánsko      | 90               | 0                | 2:1               |
| Francie      | MS 2022 | Osmifinále           | 4. 12.  | Polsko      | 90               | 0                | 3:1               |
| Francie      | MS 2022 | Čtvrtfinále          | 10. 12. | Anglie      | 90               | 0                | 2:1               |
| Francie      | MS 2022 | Semifinále           | 14. 12. | Maroko      | 90               | 1                | 2:0               |
| Francie      | MS 2022 | Finále               | 18. 12. | Argentina   | 71               | 0                | 3:3 (4:2 na pen.  |
| Francie      | ME 2024 | 1 zápas ve skupině D | 17. 6.  | Rakousko    | 90               | 0                | 1:0               |
| Francie      | ME 2024 | 2 zápas ve skupině D | 21. 6.  | Nizozemsko  | 90               | 0                | 0:0               |
| Francie      | ME 2024 | 3 zápas ve skupině D | 25. 6.  | Polsko      | 90               | 0                | 1:1               |
| Francie      | ME 2024 | Osmifinále           | 1. 7.   | Belgie      | 90               | 0                | 1:0               |
| Francie      | ME 2024 | Čtvrtfinále          | 5. 7.   | Portugalsko | 120              | 0                | 0:0 (5:3 na pen.) |
| Francie      | ME 2024 | Semifinále           | 9. 7.   | Španělsko   | 90               | 0                | 1:2               |

#### Reprezentační branky
| Gól | Datum        | Stadion                        | Soupeř | Skóre | Výsledek | Soutěž                            |
| --- | ------------ | ------------------------------ | ------ | ----- | -------- | --------------------------------- |
| 010 | 7. 10. 2021  | Allianz Stadium, Turín, Itálie | Belgie | 2:3   | 2:3      | LN UEFA 2020/21 - finálový turnaj |
| 02  | 14. 12. 2022 | Stadion Bajt, Al-Chaur, Katar  | Maroko | 1:0   | 2:0      | MS 2022 - semifinále              |

## Úspěchy

### Klubové

#### Národní
- vítěz italské ligy (1x)

Milán: 2021/22
- vítěz španělského superpoháru (1x)

Real Madrid: 2017
- vítěz italského superpoháru (1x)

Milán: 2024

#### Kontinentální
- vítěz Ligy mistrů UEFA (1x)

Real Madrid: 2017/18
- vítěz Superpoháru UEFA (1x)

Real Madrid: 2017
- vítěz MS klubů (1x)

Real Madrid: 2017

### Reprezentační
- 1× na MS (2022 – stříbro)
- 1× na ME (2024 – bronz)
- 2× na LN UEFA (2020/21 – zlato, 2024/25 – bronz)

### Individuální
- All Stars team na MS 2022
- Tým roku Serie A – 2020[19], 2021, 2022, 2023